# Casino Royale (2006.)
Casino Royale je  britanski triler iz 2006. godine. To je 21. film o Jamesu Bondu i prvi s Danielom Craigom u glavnoj ulozi. Temeljen je na istoimenom romanu Iana Fleminga iz 1953., a scenarij su adaptirali Neal Purvis, Robert Wade i Paul Haggis, dok je režiju preuzeo Martin Campbell. To je treća adaptacija prvog Flemingova romana o Bondu, koji je 1954. produciran kao televizijska epizoda, a 1967. kao satirični film. Međutim, film iz 2006. je jedina službena adaptacija EON-a. Priča se vraća na početak, ali film nije zamišljen kao prethodnik filma Dr. No niti bilo kojeg drugog filma. Radnja filma smještena je na početak karijere Jamesa Bonda kao agenta 007, kad je tek stekao dozvolu za ubojstvo. Nakon sprječavanja terorističkog napada na međunarodnu zračnu luku u Miamiju, Bond polazi s Vesper Lynd, agenticom državne riznice, koja je zadužena za izdavanje novca na pokerskom turniru na velike uloge koji organizira Le Chiffre.
Casting za film uključio je veliku potragu za novim glumcem koji će utjeloviti Jamesa Bonda, a izazvao je velike kontroverze kad je izabran Daniel Craig. Neki obožavatelji Piercea Brosnana prijetili su da će bojkotirati film. Unatoč tome, film, i posebno izvedba Daniela Craiga, zaradili su velike pohvale od kritike. Casino Royale producirala je kuća EON Productions za filmska studija Metro-Goldwyn-Mayer i Columbia Pictures, a označio je prvi film koji je producirao potonji studio, koji je 1967. producirao neslužbenu verziju filma. Casino Royale je do danas financijski najuspješniji film iz serijala te 35. najuspješniji film svih vremena, 6. najuspješniji svih vremena u  Ujedinjenom Kraljevstvu.
EON Productions je otkupio prava za Casino Royale 1999. nakon što je Sony zamijenio s MGM-om prava za film  Spiderman. U ožujku 2004., Neal Purvis i Robert Wade počeli su pisati scenarij za Piercea Brosnana u ulozi Bonda. Redatelj Quentin Tarantino izrazio je zanimanje za režiju adaptacije Casino Royalea, iako je to bio samo osobni interes te nije kontaktirao EON. U lipnju 2007., u časopisu GQ za Ujedinjeno Kraljevstvo, Tarantino je potvrdio kako je imao želju da snimi Casino Royale nakon Paklenog šunda. Tarantino je radio "iza kulisa" s članovima Flemingove obitelji, a vjeruje kako je on razlog što su filmaši odlučili snimiti Casino Royale. U veljači 2005., Martin Campbell, koji je prethodno režirao Bond film iz 1995., Zlatno oko, predstavljen je kao redatelj. Kasnije u 2005., Sony je predvodio konzorcij koji je otkupio MGM, što je dalo Sonyju pravo na distribuciju Bond filmova počevši s ovim.
EON je priznao kako su se u prethodnim filmovima previše pouzdali u specijalne efekte, posebno u filmu Umri drugi dan pa su bili odlučni snimiti kaskaderske scene u ovom filmu na "dobri stari način". Zbog ovoga su scenaristi Purvis, Wade i Paul Haggis odlučili da scenarij što točnije prati originalni roman iz 1953., držeći se mračnije priče i karakterizacije Bonda.
Casino Royale postao je prvi Bond film koji je preuzeo naslov iz Flemingova romana ili kratke priče nakon  Daha smrti iz 1987.

## Casting
Tijekom 2004. i 2005. mediji su špekulirali o mogućem novom glumcu za ulogu Bonda. Govorilo se o poznatim holivudskim glumcima kao što su Eric Bana, Hugh Jackman, Goran Višnjić i Clive Owen, ali i o mnogim nepoznatim iz različitih zemalja. U jednom je trenutku producent Michael G. Wilson tvrdio kako postoji popis s više od 200 potencijalnih glumaca. Glasine o Owenu pojačale su se nakon što je nagrađen  Zlatnim globusom i bio nominiran za nagrade BAFTA i Oscar za film iz 2004., Bliski odnosi. Engleski glumac Colin Samlon, koji je glumio MI6-ova operativca Charlesa Robinsona u ranijim Bond filmovima uz Piercea Brosnana, također je uzet u obzir kod izbora, što je pojačalo špekulacije kako bi mogao postati prvi Bond crnac. Međutim, prema Martinu Campbellu, Henry Cavill je bio jedini ozbiljan izbor - ali kako su mu bile tek 22 godine, smatran je premladim.
U svibnju 2005., Daniel Craig je izjavio kako su ga MGM i producenti Michael G. Wilson i Barbara Broccoli uvjerili kako će dobiti ulogu Bonda, dok je Matthew Vaughn rekao novinarima kako mu je MGM ponudio redateljsku palicu, ali kuća EON Productions tada nije pristupila nijednom od njih dvojice. Kasnije je Craig ustvrdio kako mu je uloga zaista ponuđena, ali ju je odbio jer scenarij tada nije bio dostupan.
U kolovozu 2005. su se pojavile glasine kako će 37-godišnji Daniel Craig najvjerojatnije dobiti ulogu, iako cjelokupni casting nije bio gotov sve do rujna. Onda su 14. listopada 2005. EON Productions i Sony Pictures Entertainment na konferenciji za novinare u Londonu potvrdili kako će Daniel Craig biti šesti glumac koji će utjeloviti Jamesa Bonda.
Odluku su popratile kontroverze o tome jesu li producenti donijeli ispravnu odluku. Tijekom cijele produkcije trajale su internetske kampanje (kao što je "danielcraigisnotbond.com") kojima se izražavalo nezadovoljstvo te prijetilo bojkotom filma. Craig se, za razliku od prethodnih glumaca, nije uklapao u imidž visokog, tamnokosog, zgodnog i karizmatičnog Bonda na kojeg su gledatelji navikli.
Drugi najvažniji posao tokom castinga bio je izabrati glavnu glumicu za ulogu Vesper Lynd. Voditeljica castinga Debbie McWilliams dala je na znanje kako su obzir uzete holivudske glumice Angelina Jolie i Charlize Theron te da je na audiciji bila i  belgijska glumica Cecile de France, ali "joj je engleski naglasak malo štekao". Jedna od kandidatkinja bila je i Audrey Tautou, ali nije izabrana zbog uloge u filmu Da Vincijev kod koji je objavljen u svibnju 2006. Konačno, 16. veljače 2006. je objavljeno da će francuska glumica Eva Green portretirati Vesper Lynd.

## Snimanje
Snimanje Casino Royalea počelo je 30. siječnja 2006., a završilo 21. srpnja 2006. Film je većinom sniman u studijima Barrandov u Pragu, uz lokacijska snimanja u  Češkoj, na Bahamima, u  Italiji i u  Ujedinjenom Kraljevstvu. Produkcija se tradicionalno vratila u Pinewood Studios kako bi se snimanje dovelo kraju.
Michael G. Wilson prvo je potvrdio kako će se Casino Royale snimati u Pragu i Češkoj, a možda će se i radnja odvijati tamo. Međutim, EON Productions nije uspio osigurati filmske lokacije u  Južnoj Africi, a jedina stvar u filmu snimljena tamo bila je scena u kojoj Bond izlazi iz aviona na Bahamima, dok se u pozadini vidi hotel Cape Grace u Cape Townu. Kako druge lokacije nisu bile dostupne, producenti su morali potražiti nove. U rujnu 2005., Martin Campbell i Phil Meheux (snimatelj) bili su na otoku Paraidse Island na Bahamima koji je bio moguća nova lokacija. 6. listopada 2005., Martin Campbell potvrdio je da će se Casino Royale snimati na Bahamima, a "možda i u Italiji". Osim lokacijskog snimanja, snimanje u studijima obavljeno je u Pragu (Barrandov Studios) i u studijima Pinewood u  Engleskoj.
Snimanje je počelo u Pragu 30. siječnja 2006., nakon čega se produkcija preselila na Bahame. Korišteno je nekoliko lokacija oko New Providencea tijekom veljače i ožujka, posebno na Paradise Islandu. Scene smještene u Mbaleu, u  Ugandi, snimljene su u Black Parku u Buckinghamshireu, a taj dio snimanja završen je 4. srpnja 2006. Ekipa se u travnju vratila u Češku i nastavila snimati u Pragu, Plani i Loketu, prije završetka u svibnju u Karlovy Varyma. Toplice koje više nisu bile u upotrebi u Karlovy Varyma korištene su kao eksterijer Casino Royalea, dok je Grandhotel Pupp poslužio kao "Hotel Splendide". Završne scene snimane su u  Veneciji.
30. srpnja 2006. buknuo je požar u 007 Stageu u Pinewoodu. Bilo je dosta štete, ali to nije utjecalo na objavljivanje Casino Royalea jer je požar izbio tjedan dana nakon završetka snimanja, dok su setovi bili rastavljani.

## Radnja
James Bond mora izvršiti dva ubojstva kako bi zaradio 00 status. U uvodnoj sekvenci, poslan je na misiju u Prag kako bi izvršio ubojstva: šefa odjela MI6-a, Drydena, koji prodaje britanske tajne dokumente, i njegova saveznika, Fishera. Na drugog strani, Mr. White služi kao posrednik koji upoznaje bankara Le Chiffrea s gerilskom grupom koja traži sklonište. Iako Le Chiffre kaže svojim klijentima kako "nema rizika" u njegovim investicijama, služi se njihovim novcem kako bi organizirao napade na određene tvrtke i prodaje njihove dionice.
U svojoj prvoj miaiji kao 00 agent, Bond je poslan na Madagaskar u potrazi za međunarodnim izrađivačem bombi, Mollakom. Nakon vratolomne potjere do veleposlanstva Nambutua (izmišljena država), Bond ubija bombaša te je prisiljen dignuti u zrak dio veleposlanstva kako bi pobjegao. Bondove akcije snimlila je lokalna televizija i objavila ih širom svijeta, što je razbjesnilo M, njegovu šeficu u MI6-u. Bond bombašu uzima mobitel i primjećuje kako je ovaj primao pozive s lokacije na Bahamima. Bond odlazi tamo i otkriva kako je Alex Dimitros, koji je povezan s Le Chiffreom, bio pozivatelj. Nakon partije pokera u kojoj Bond osvaja Dimitrosovo auto, Bond zavodi Alexovu ženu, Solange, koja mu otkriva kako njezin muž putuje avionom u Miami. Bond odlazi za njim. U Miamiju, Bond ubija Dimitrosa i slijedi Le Chiffreova čovjeka Carlosa kroz aerodromski terminal, a onda kroz pistu u cisterni. Bond uspješno osujećuje Le Chiffreov plan o uništenju prototipa putničkog aviona Skyfleet i nanosi Le Chiffreu veliku štetu.
Kako bi vratio novac klijentima, Le Chiffre organizira pokerski turnir na velike uloge u Casino Royaleu u  Crnoj Gori. MI6 ubacuje Bonda na turnir kako bi doveo Le Chiffrea do bankrota, nadajući se da će tada ponuditi pomoć britanskoj vladi u zamjenu za zaštitu od vjerovnika. Bond se susreće s Mathisom, svojim saveznikom u Crnoj Gori, i Vesper Lynd, agenticom državne riznice koja je poslana da nadzire kako Bond koristi 10 milijuna dolara koji su mu povjereni. Nakon što je Bond pogrešno procijenio Le Chiffreov "signal" kao blefiranje i izgubio svoj prvotni ulog, Vesper mu odbija izdati novac da se vrati natrag u igru. Bond umalo ubija Le Chiffrea, ali uskače CIA-in agent Felix Leiter i daje novac Bondu u zamjenu za Le Chiffrea ako pobijedi. Usprkos Le Chiffreovim pokušajima da ubije Bonda, ovaj pobjeđuje na turniru. Prije nego što mu je CIA uspjela ponuditi utočište, Le Chiffre otima Vesper i poslužuje se njome kako bi namamio Bonda u zamalo fatalnu automobilsku potjeru - nakon čega hvataju i njega. Le Chiffre ga počinje mučiti kako bi mu ovaj odao pristupnu šifru za pobjedu u igri. Kad je postalo jasno da mu Bond neće reći ništa, Le Chiffre ga odlučuje kastrirati. Međutim, prije toga, Mr. White ulazi u prostoriju i ubija Le Chiffrea i njegove suradnike zbog njihova neuspjeha, ali Bond i Vesper uspijevaju pobjeći živi.
Bond se budi u bolnici na jezeru Como i uhićuje Mathisa, za kojeg je Le Chiffre rekao kako je dvostruki agent. Bond izjavljuje ljubav Vesper i zaklinje se kako će napustiti službu prije nego što ga napusti čovječnost. Nakon što se ona složila, Bond e-mailom šalje svoju ostavku M, a dvoje odlaze na romantični praznik u  Veneciju. Bond ubrzo saznaje kako novac nikad nije uložen na račun riznice te da je Vesper odnijela novac organizaciji koja se nejasno spominje u filmu. Bond se daje u potjeru za njom u zgradu koja se renovira i namjerno opuca u plutajuće balone koji drže strukturu, nakon čega zgrada počinje tonuti u Grand Canal. Vesper se sva u suzama ispriča Bondu i ubija se zaključavši se u dizalo koje lagano tone u vodu. Bond ju pokuša spasiti i na kraju uspijeva ući u dizalo i iznijeti Vesper na površinu - ali je prekasno, a njegovi pokušaji umjetnog disanja su uzaludni. Mr. White, stojeći na suprotnom balkonu, odlazi s novcem.
Bond, osjećajući se izdanim, saznaje kako je MI6 vjerovao da Vesper radi za Le Chiffrea kako bi zaštitila svog otetog alžirskog dečka. Njezin posao bio je da se pobrine da Bond izgubi, ali nakon što se zaljubila u njega, počela je pregovore o predaji novca kako bi ga zaštitila od organizacije za koju radi Mr. White. Bond, koji ima Vesperin mobitel, otkriva kako je ona namjerno ostavila ime i broj Mr. Whitea kako bi ga on pronašao. U posljednjoj sceni, Mr. White stiže stiže u rezidenciju kod jezera Como i prima poziv. Glas na liniji kaže, "Mr. White? Moramo razgovarati." Dok White pita "Tko je to?", upucan je u nogu. Dok puže prema vili, pojavljuje se Bond s pištoljem u ruci, i odgovara "Ja sam Bond, James Bond."

## Glumci
- Daniel Craig - James Bond
- Eva Green - Vesper Lynd
- Mads Mikkelsen - Le Chiffre
- Judi Dench - M
- Jeffrey Wright - Felix Leiter
- Giancarlo Giannini - Rene Mathis
- Simon Abkarian - Alex Dimitros
- Caterina Murino - Solange Dimitros
- Isaach De Bankole - Steven Obanno
- Jesper Christensen - Mr. White
- Ivana Miličević - Valenka
- Sebastien Foucan - Mollaka
- Ludger Pistor - Mendel
- Claudio Santamaria - Carlos

## Kritike
Kritičari su pozitivno ocijenili film, što se posebno odnosilo na uvjerljivu Craigovu izvedbu. Tijekom produkcije u medijima i među publikom vodile su se debate kako se Craig ne uklapa u originalni potret  Iana Fleminga,  Jamesa Bonda koji je tamnokos, visok i šarmantan. The Daily Mirror, koji je jednom na naslovnici objavili kritiku na račun Craiga, s naslovom The Name's Bland - James Bland, i The Daily Telegraph usporedili su Craigovu izvedbu s onom  Seana Conneryja; Telegraph je hvalio pametno napisan scenarij, naglašavajući kako film označava odmak od konvencija serijala. The Times je usporedio Craigovu izvedbu s onom  Timothyja Daltona te je pohvalio akcijske scene kao napete, dok je drugi kritičar posebno pohvalio akcijsku sekvencu s kranovima na Madagaskaru. Kritičar BBC Films, Kim Newman iz Empirea i Todd McCarthy iz Varietyja opisali su Craiga kao prvog glumca koji je dosljedno utjelovio Jamesa Bonda iz pera Iana Fleminga iz originalnog romana: ironičnog, okrutnog i hladnog.
Film je posebno dobro primljen u  Sjevernoj Americi. Kabelska televizija MSNBC dala je filmu rijetkih savršenih 5 zvjezdica. Film je opisan kao povratak Jamesa Bonda "svojim korijenima", slično kao u filmu Iz Rusije s ljubavlju, gdje je fokus više bio na liku i radnji nego na modernim napravama i vizualnim efektima koji su kritizirani u filmu Umri drugi dan.
Rotten Tomatoes objavio je kako je 94% kritika bilo pozitivno, najviši rejting za filmove te godine. Osim toga, to je peti najbolje ocijenjeni Bond film na siteu poslije Goldfingera s 95%, Špijun koji me volio i Iz Rusije s ljubavlju s 96% i Dr. Noa s 97% pozitivnih recenzija.
Međutim, bilo je i nekoliko podijeljenih recenzija. Iako je radijski voditelj i kritičar Michael Medved ocijenio film s tri od četiri zvjezdice, opisujući ga kao "intrigantan, drzak i vrlo originalan ... vjerodostojniji i manje iskarikiran od prethodnih lakrdija", dodao je da će "povremeno spori tempo frustrirati neke Bond obožavatelje". Kritičar Suna pohvalio je film zbog mračnog ugođaja i Craigovu izvedbu, ali je dodao kako "kao i roman, film pati od manjka britkosti u radnji" te da vjeruje kako se moglo još poraditi na montaži, posebno na završetku filma. Komentatori kao što je Emanuell Levy zapazili su kako je kraj predug te da negativcima nedostaje više karakterne kompleksnosti, ali je zato pohvalio Craiga. Osim toga, Vesper Lynd (koju je portretirala Eva Green) izabrana je u časopisu Entertainment Weekly za četvrtu najveću Bond djevojku u cijelom filmskom serijalu. Drugi kritičari reagirali su negativno, među ostalima Tim Adams iz Observera koji je ocijenio film kao neuspješan pokušaj da se serijal učini malo grubljim, a kritizirao je i Bonda s naslovom recenzije "You might be shaken, but this Bond won't leave you stirred".

## Nagrade i nominacije
| Nagrada        | Kategorija                               | Dobitnik/Nominirani                      | Pobjeda |
| -------------- | ---------------------------------------- | ---------------------------------------- | ------- |
| Nagrada Saturn | Najbolji akcijsko pustolovni triler film | Najbolji akcijsko pustolovni triler film | Da      |
| Nagrada Saturn | Najbolji scenarij                        | Neal Purvis, Robert Wade i Paul Haggis   | Ne      |
| Nagrada Saturn | Najbolji glumac                          | Daniel Craig                             | Ne      |
| Nagrada Saturn | Najbolja sporedna glumica                | Eva Green                                | Ne      |
| Nagrada Saturn | Najbolja glazba                          | Najbolja glazba                          | Ne      |

## Vanjske poveznice
- Službeni Sonyjev Casino Royale site  Arhivirana inačica izvorne stranice od 2. veljače 2006. (Wayback Machine)
- Službeni Casino Royale blog  Arhivirana inačica izvorne stranice od 22. lipnja 2007. (Wayback Machine)
- Casino Royale u internetskoj bazi filmova IMDb-a
- Casino Royale na Rotten Tomatoes
- Casino Royale na Box Office Mojo
- Casino Royale Reviews  Arhivirana inačica izvorne stranice od 11. veljače 2010. (Wayback Machine) at Metacritic
- MI6.co.uk site
- Boeing 747 iz Casino Royalea na Aerospaceweb.org
- CommanderBond.net's Casino Royale section  Arhivirana inačica izvorne stranice od 18. kolovoza 2007. (Wayback Machine)